# Giuseppe Galluzzi
Pour les articles homonymes, voir Galluzzi.
Giuseppe Galluzzi (né le 10 novembre 1903 à Florence en Toscane et mort le 6 décembre 1973 dans la même ville) est un joueur et entraîneur de football italien.
Au niveau de sa carrière de club en tant que joueur, Galluzzi évolue pour Prato, Libertas Firenze, l'Alba Roma, la Juventus, la Fiorentina, Lucchese Libertas et Pise.
En tant qu'entraîneur, il prend les rênes de la Fiorentina, de la Sampdoria, de Legnano, de Bologne et de Brescia.